# الوجار (بعدان)

تعديل مصدري - تعديل

الوجار محلة تابعة لقرية ظفار، التابعة لعزلة العذارب بمديرية بعدان إحدى مديريات محافظة إب في الجمهورية اليمنية، بلغ تعداد سكانها 35 حسب تعداد اليمن لعام 2004.